# Église de Basse
L'église de Basse (Dorfkirche Basse) est une église située à Basse dans la commune de Lühburg dans l'arrondissement de Rostock (Mecklembourg-Poméranie-Occidentale). Cette petite église gothique de campagne est remarquable par sa structure et sa décoration intérieure. Datant du XIIIe siècle, elle est passée à la Réforme luthérienne dans la seconde moitié du XVIe siècle.

## Historique

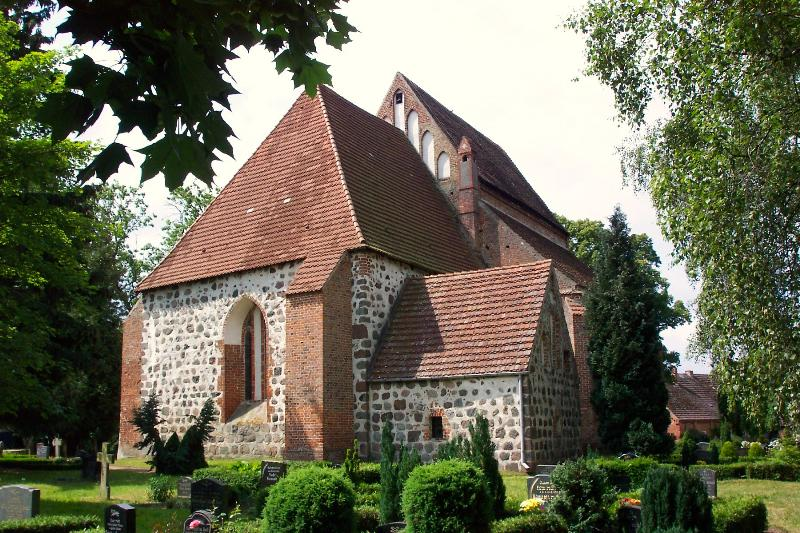
Vue de l'église du côté du chœur et de la sacristie

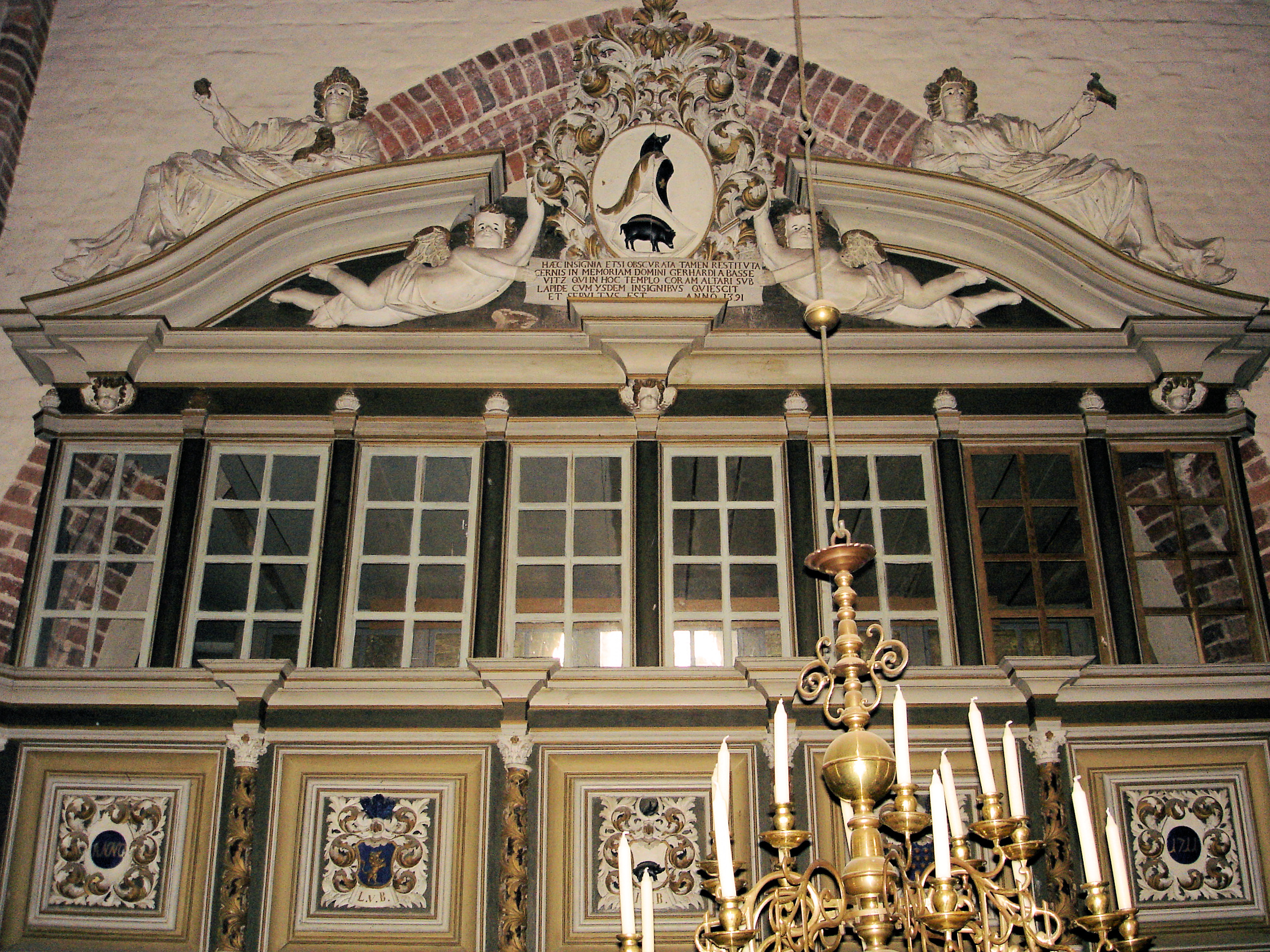
Vue de la tribune patronale du XVIIIe siècle

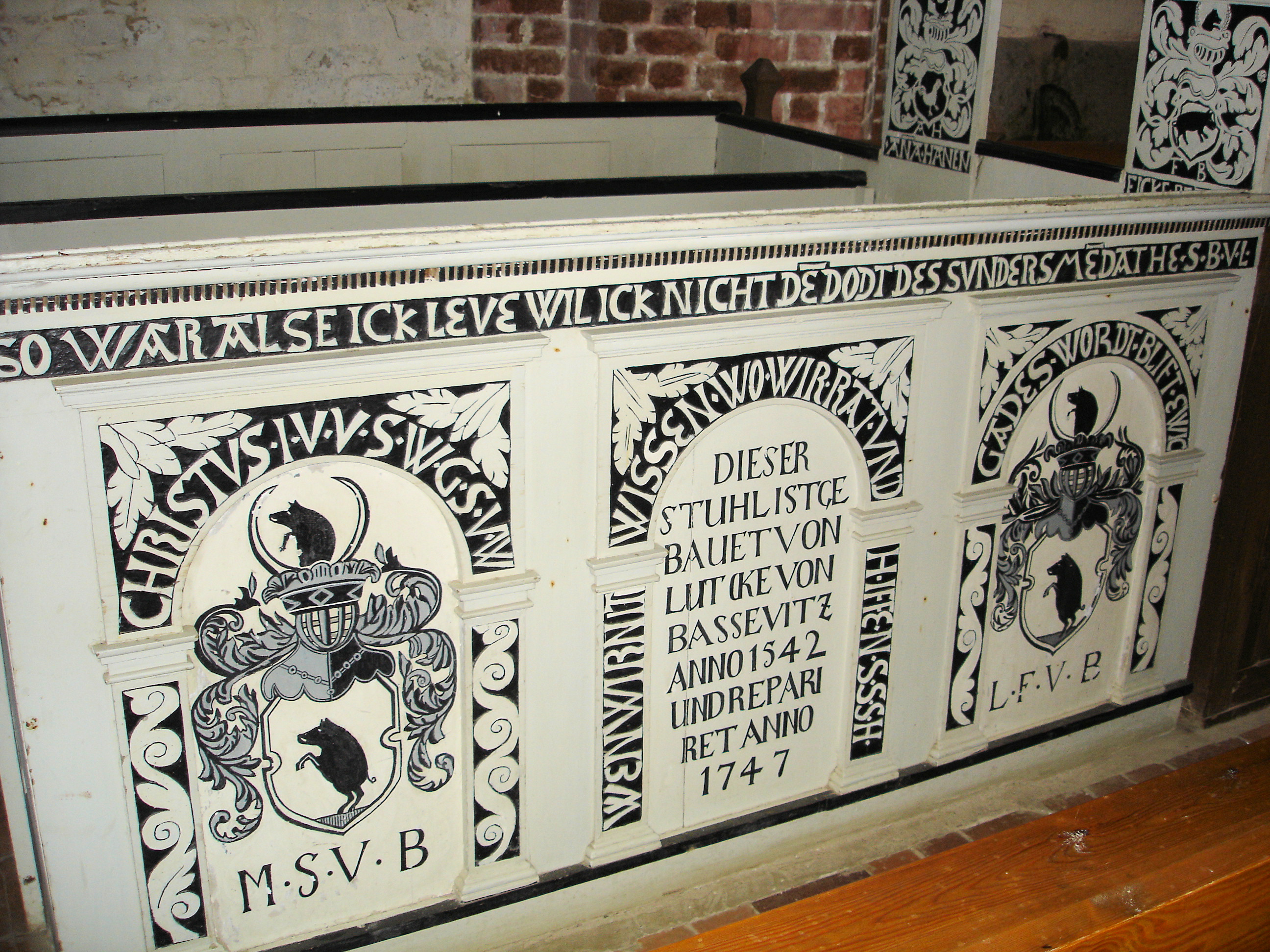
Banc patronal de 1542 avec les armes des Bassewitz

Le chœur et la sacristie à l'est (l'église est « orientée ») sont les parties les plus anciennes de l'église et datent du XIIIe siècle. Le chœur est soutenu par un voûtage de huit arcs et le plafond de la sacristie par des voûtes cruciformes. Ces parties sont en pierres locales (Feldstein) contrairement à la nef qui est en briques à deux travées de plan basilical. Elle n'a pas été terminée, ce qui explique sa hauteur et son toit à charpente de bois surélevée. Cette partie date du XIVe siècle.
L'église est mentionnée pour la première fois par écrit en 1364. On y trouve des restes de vitraux médiévaux et des fonts baptismaux dont la base date du début de la construction de l'édifice. L'intérieur est particulièrement riche avec la tribune patronale (c'est-à-dire la tribune où se tenait la famille du seigneur local appartenant à la puissante famille von Bassewitz). Son mobilier date du XVIe siècle avec deux bancs de 1542 et de 1567. Deux autres tribunes ou loges patronales se trouve de côté au nord de la nef. Elles datent du XVIe et XVIIIe siècles avec les pierres tombales des familles von Moltke, von Behr et von Bassewitz.
D'autres tombes de la famille von Bassewitz sont visibles dans l'église, la plus ancienne datant de 1391 avec des représentations en relief du couple défunt datant de 1572. Une pierre tombale de la famille von Behr du XVIIe siècle est remarquable.
Le chœur est décoré de stèles avec épitaphes et des armes de la famille von Bassewitz dont une date de 1592 avec la représentation sculptée de trois fondateurs issue de l'atelier de Claus von Midow.
La chaire du côté droit remonte à 1703 et l'autel à deux niveaux soutenu par des colonnes et décoré de personnages bibliques à 1729.
L'église ne possède pas de clocher. Une structure de bois est construite à l'ouest au début du XIXe siècle pour soutenir la cloche issue de l'atelier de Johann Valentin Schultz en 1756. L'église a été complètement restaurée entre 1961 et 1964.

## Intérieur

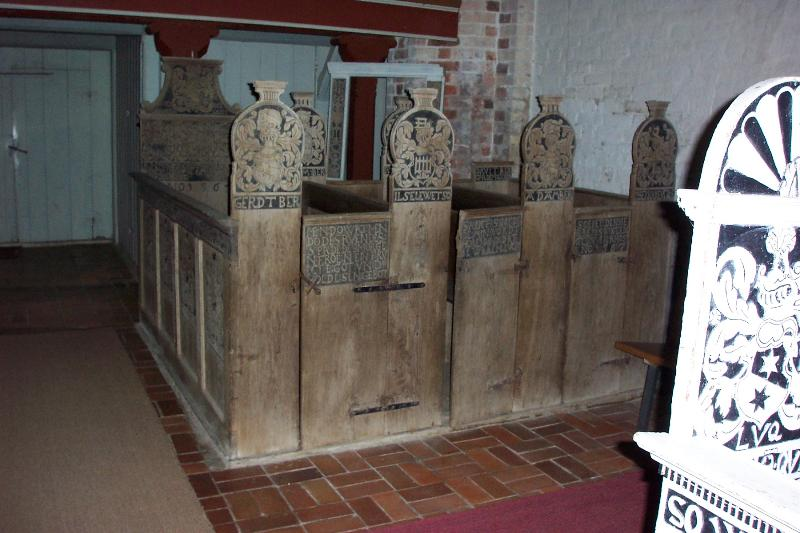
Vue d'un banc de l'église
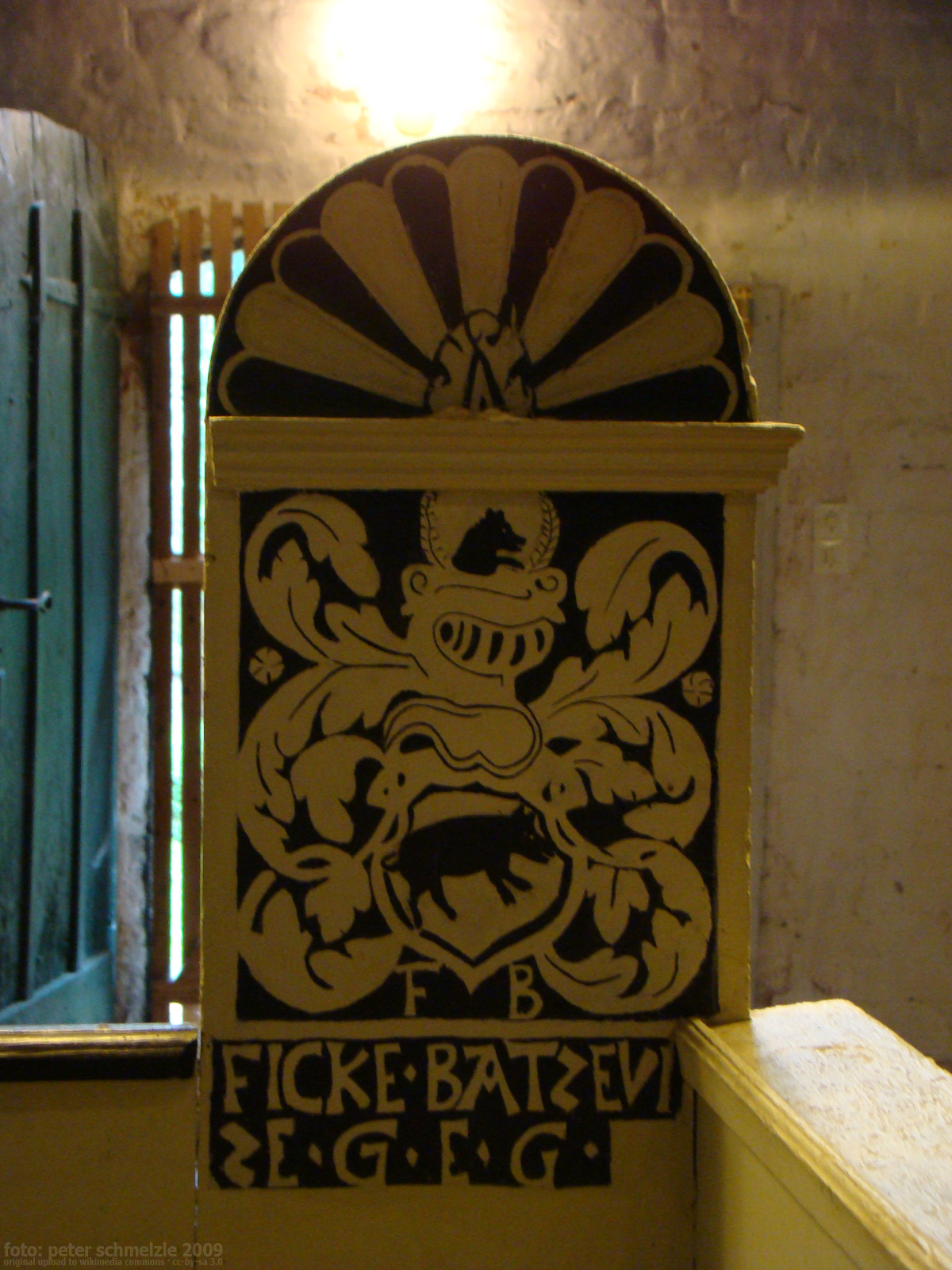
Armes des Bassewitz
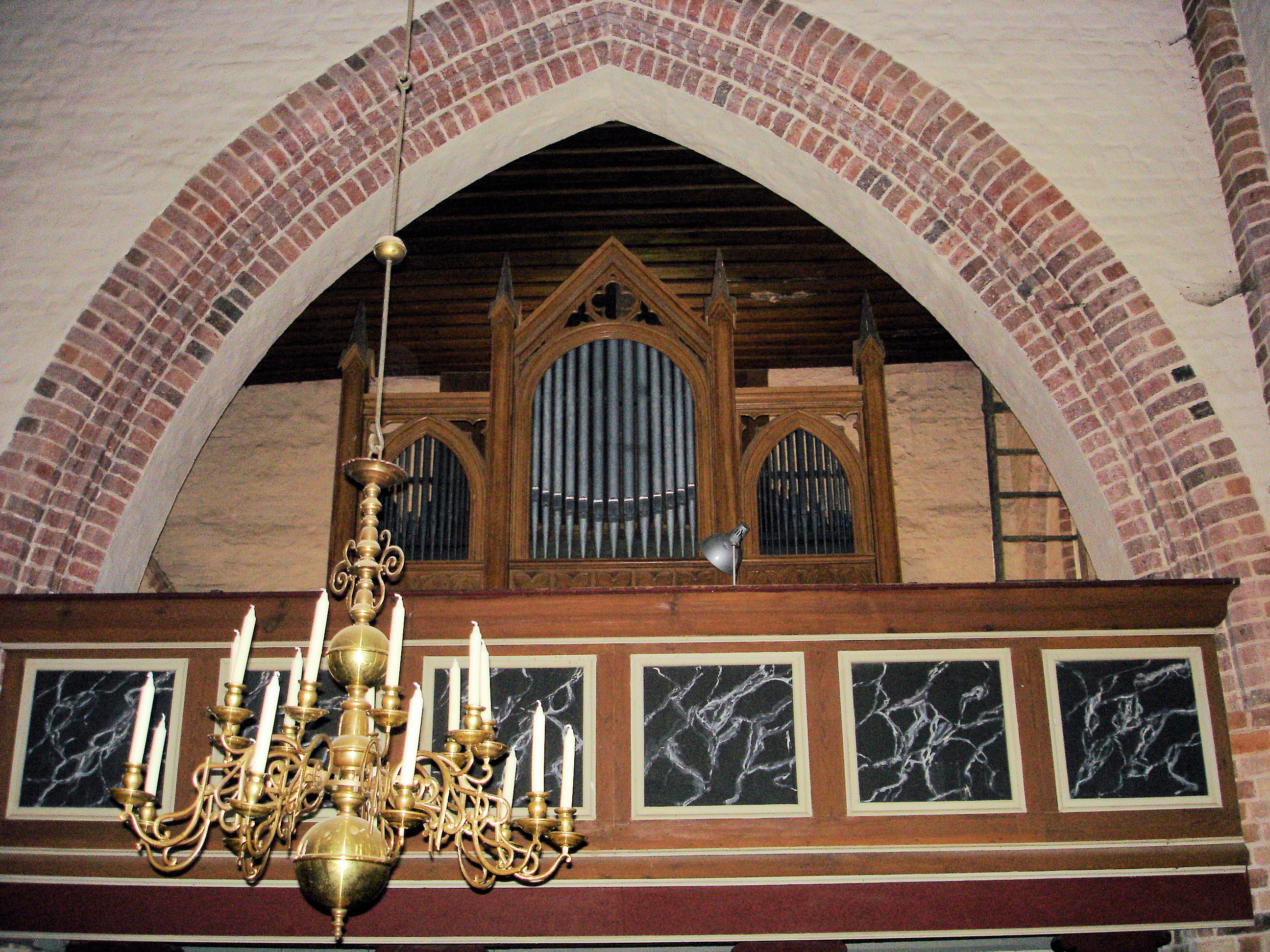
Orgue de l'église
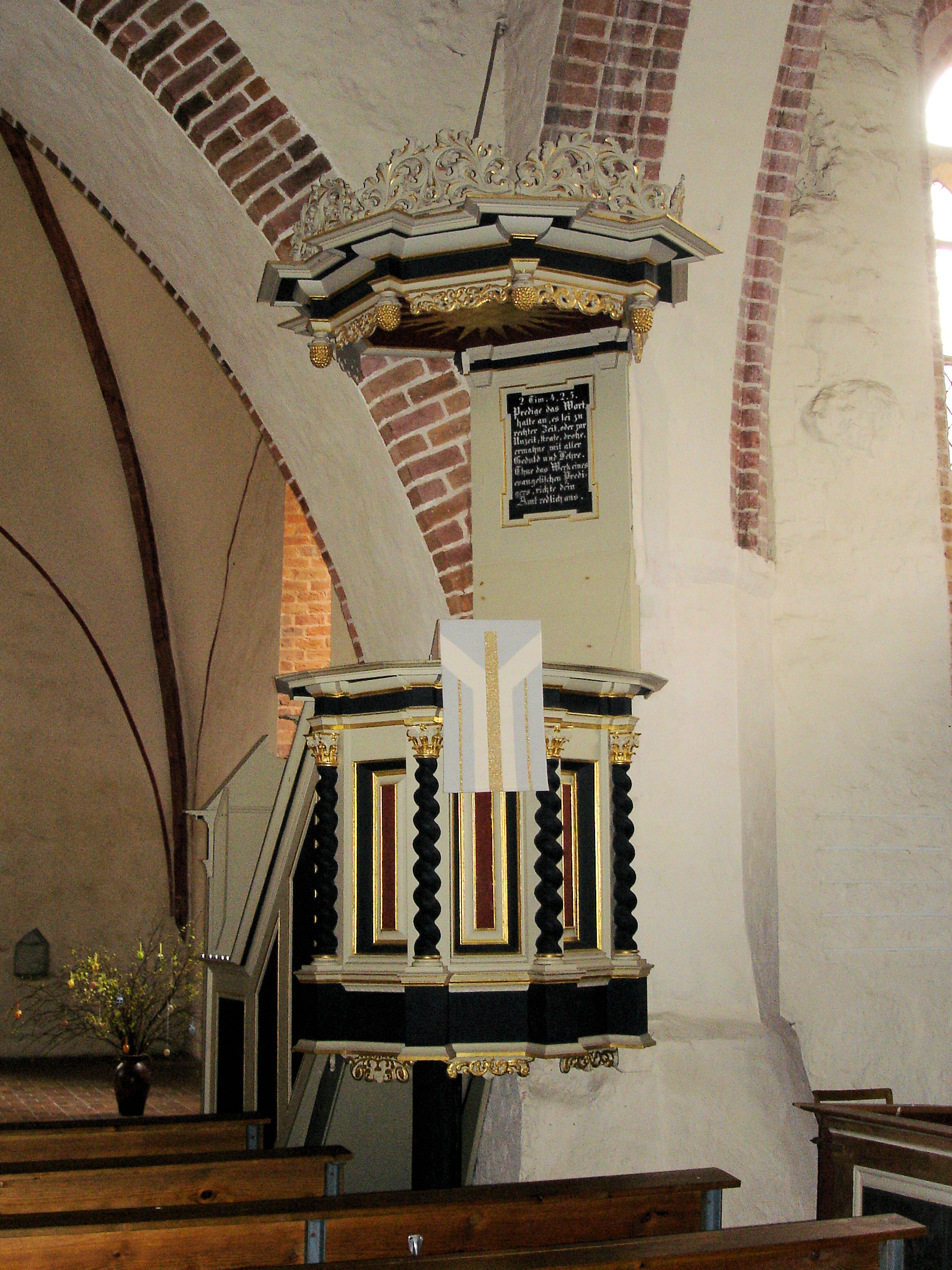
Chaire de l'église
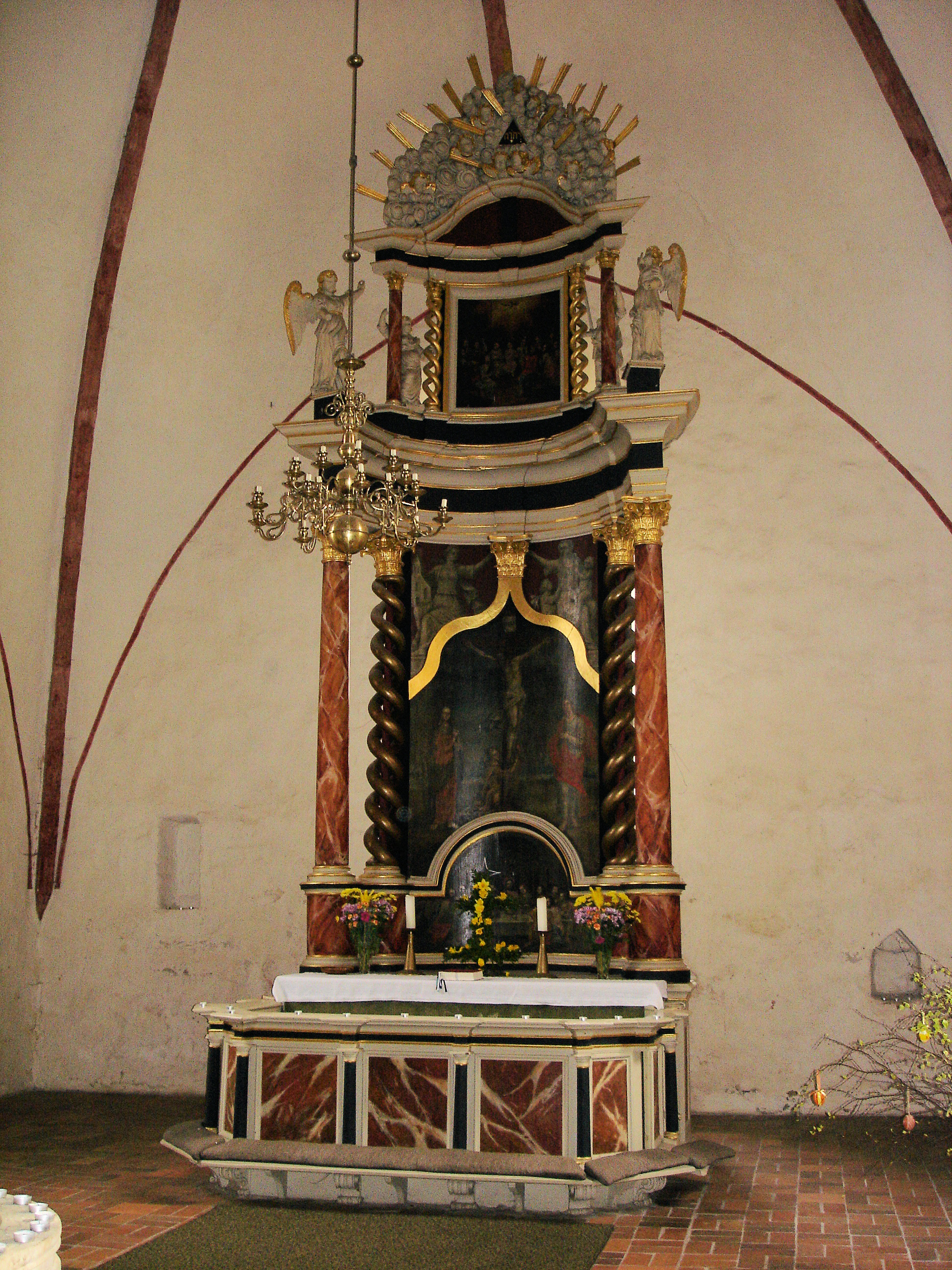
Vue de l'autel du XVIIIe siècle
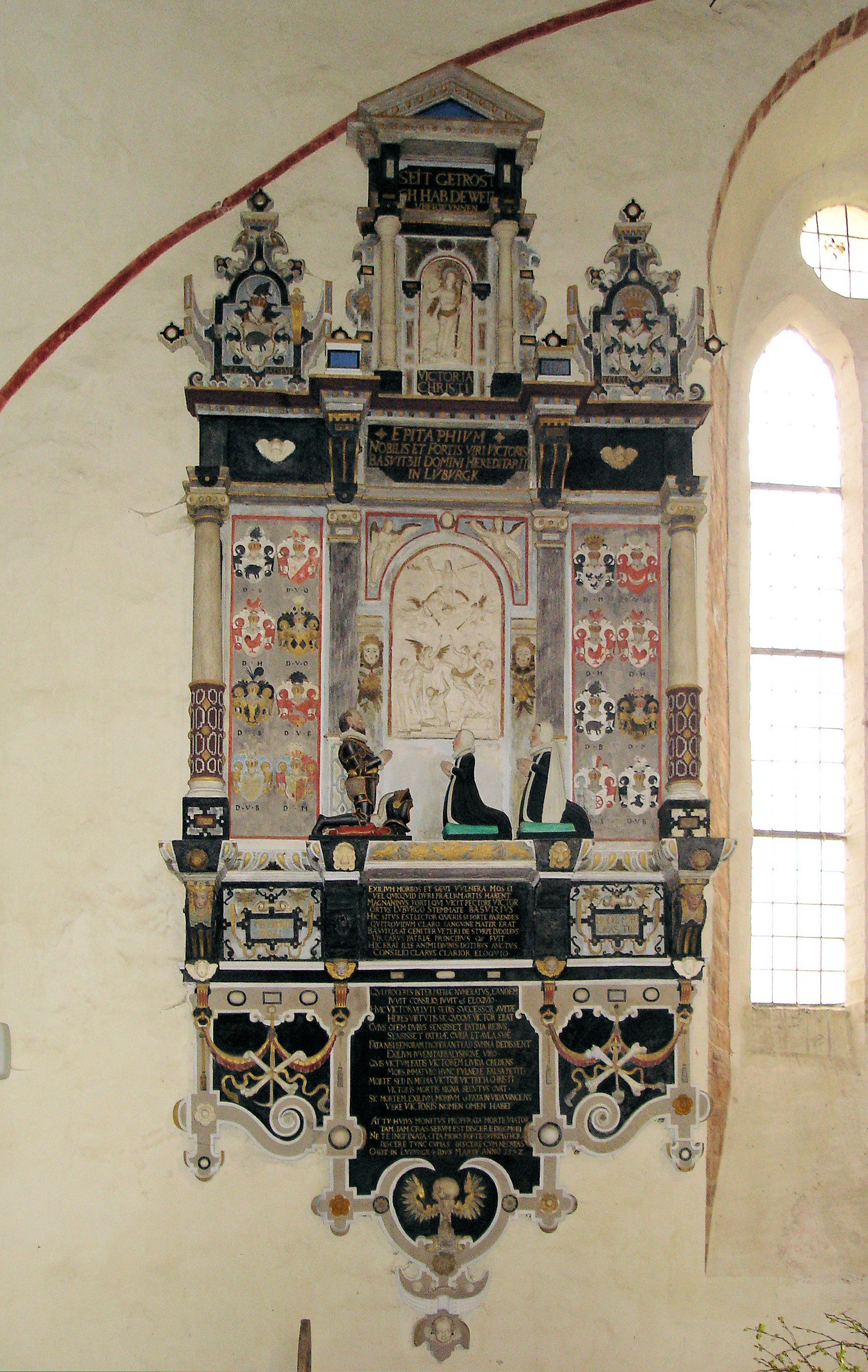
Stèle funéraire baroque
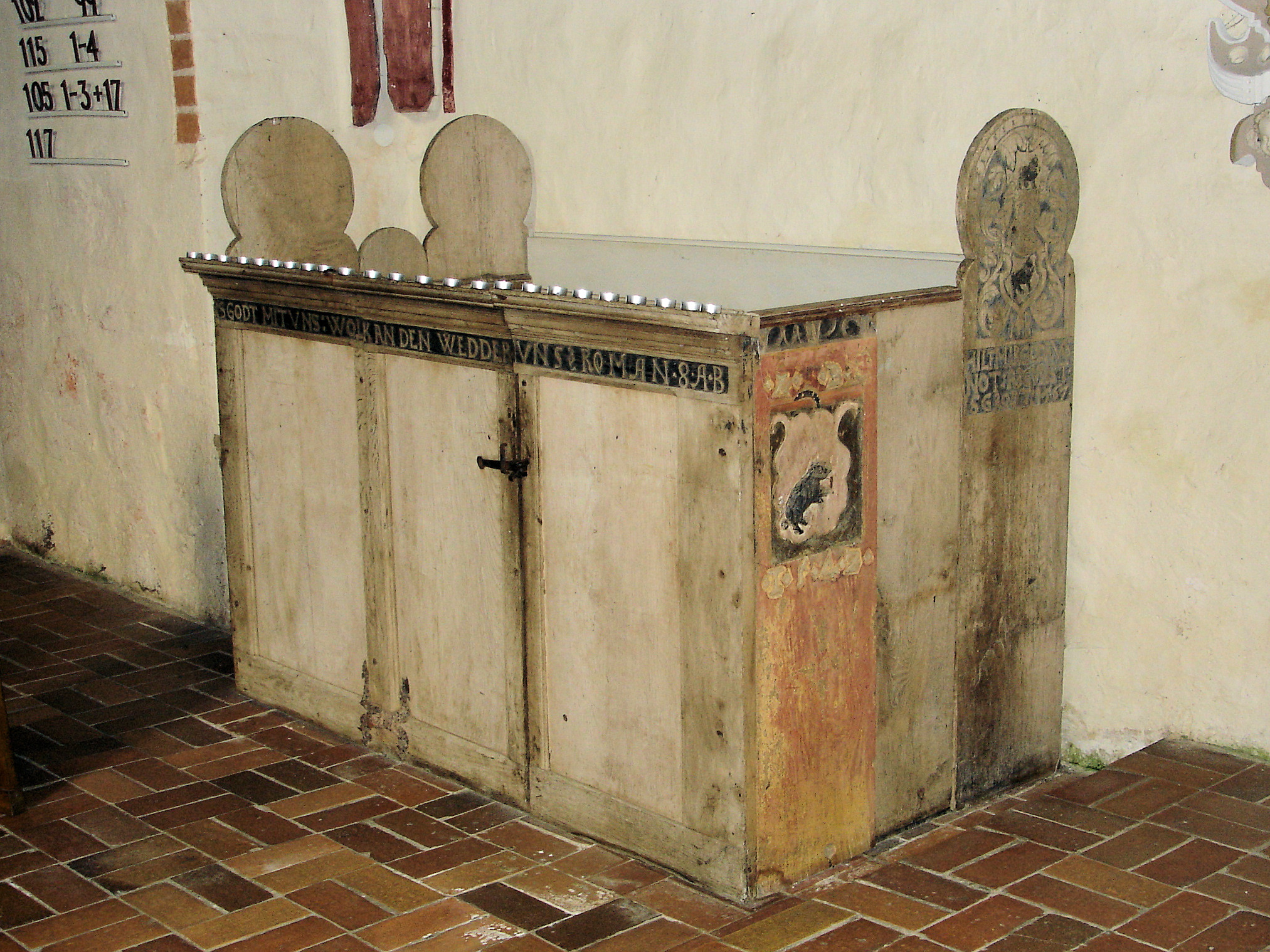
Banc patronal

## Pierres tombales

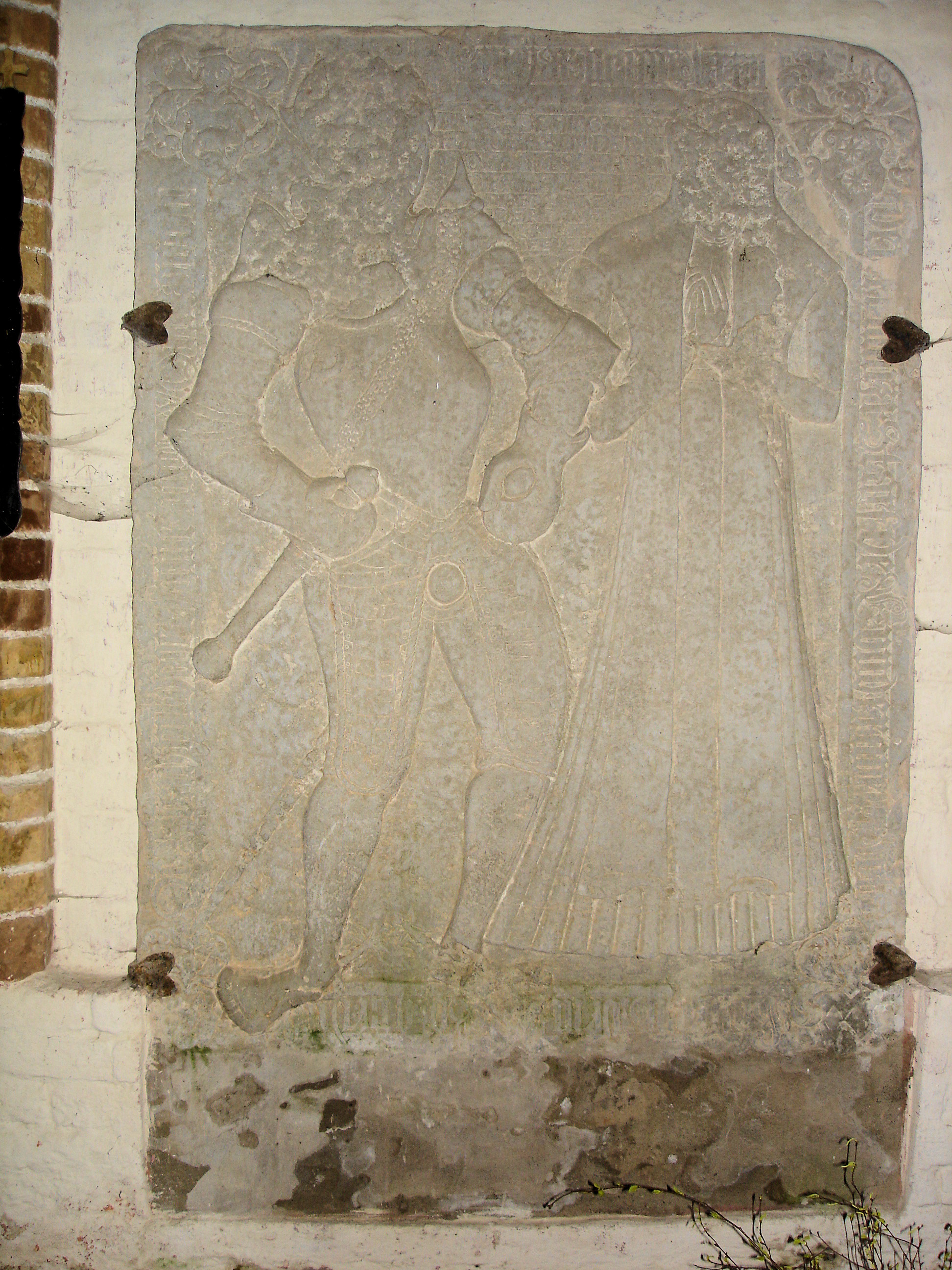
Stèle dans l'église
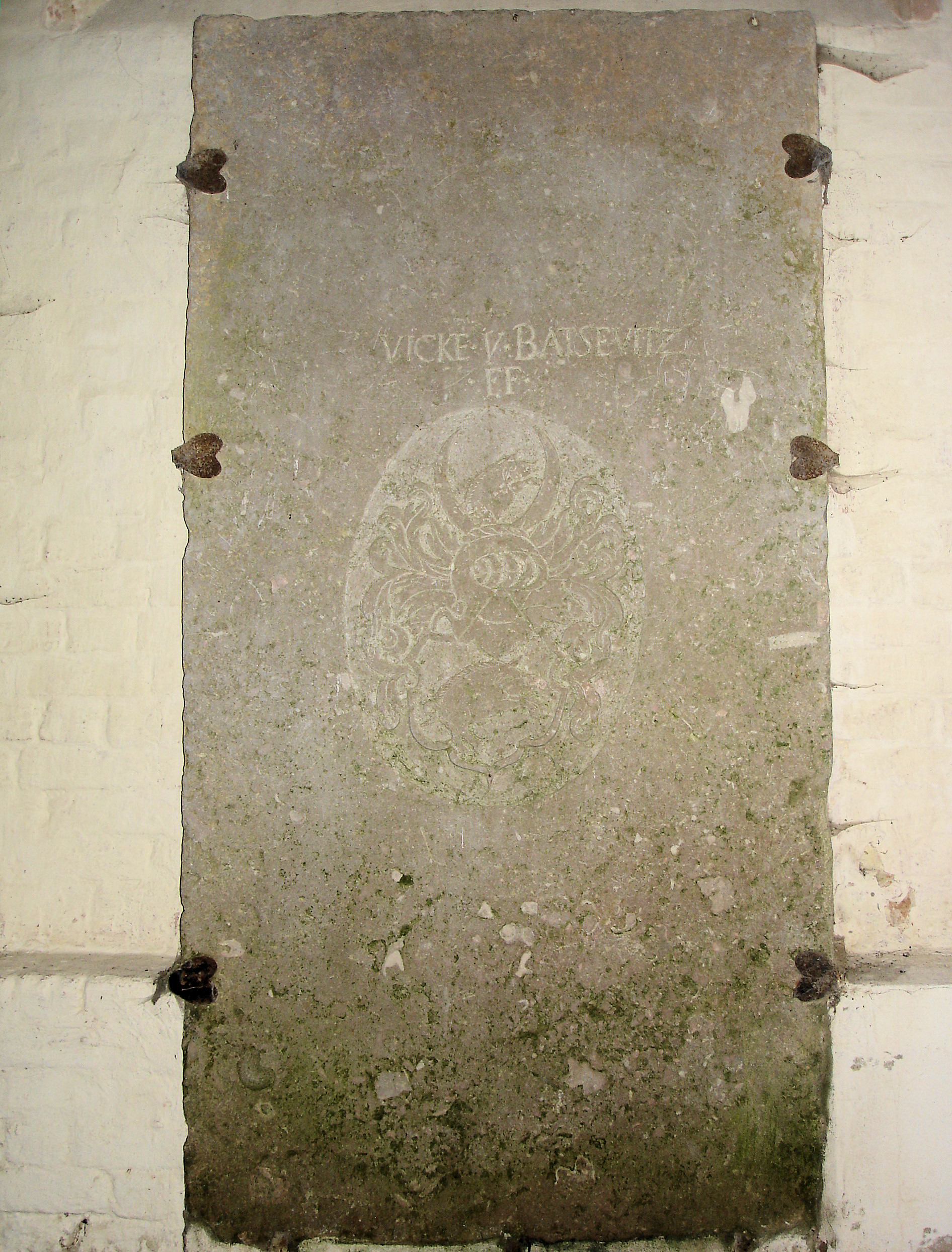
Stèle dans l'église
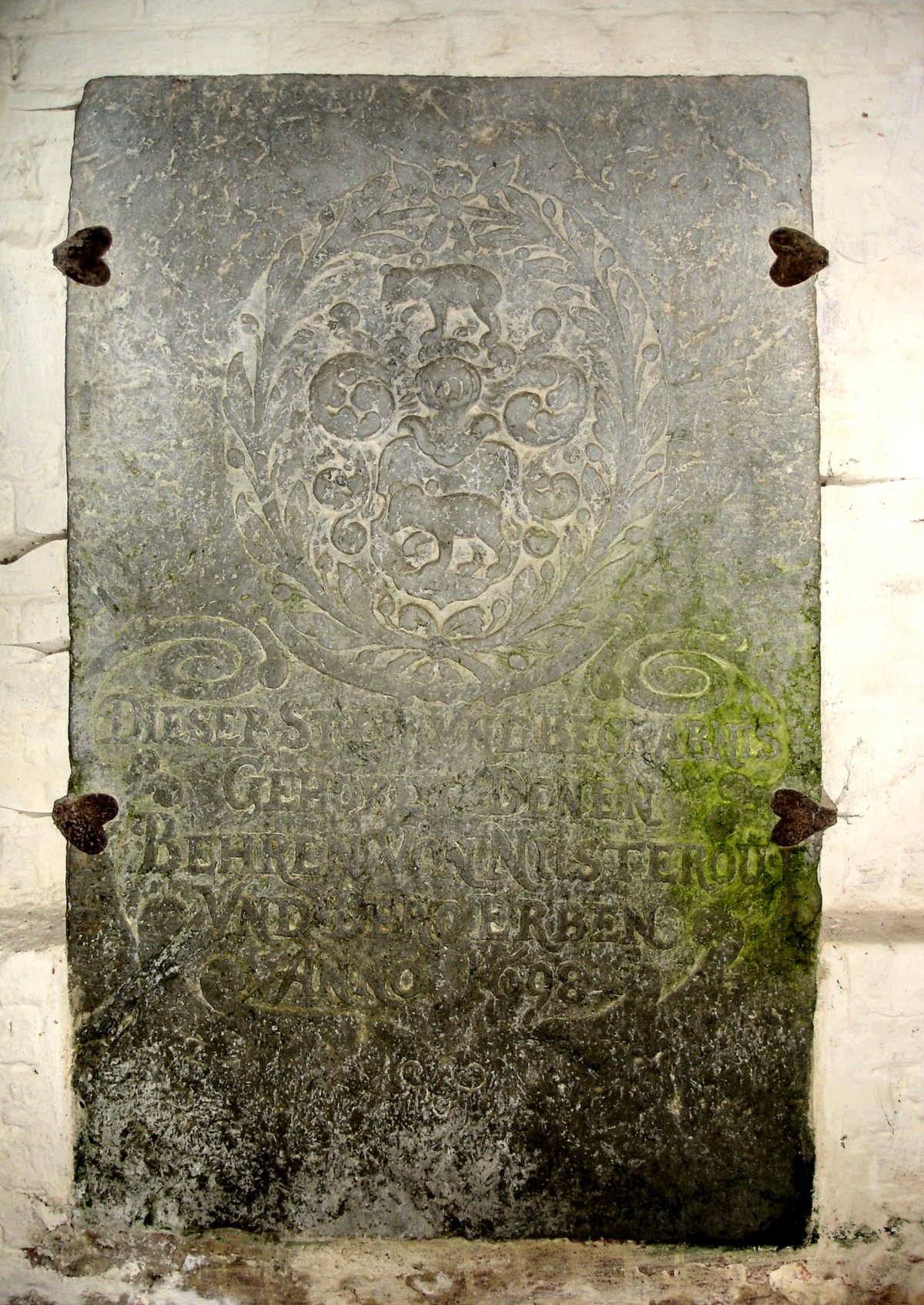
Stèle avec les armes des Behr

## Le cimetière

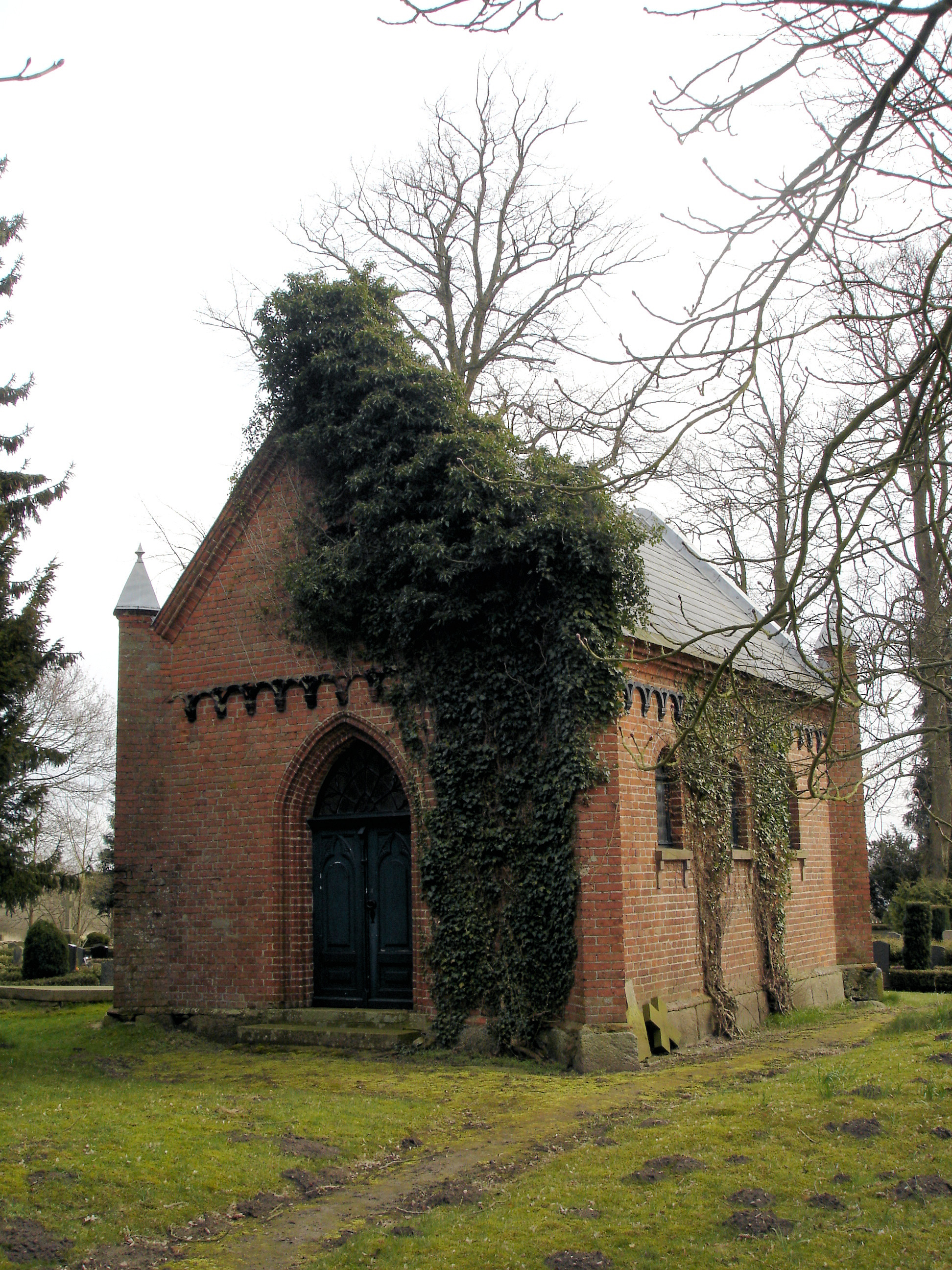
Chapelle funéraire des Bassewitz

Le cimetière qui entoure l'église possède une chapelle funéraire familiale historique des Bassewitz avec une partie du cimetière qui leur est attribuée. On trouve dans cette partie par exemple la tombe du comte Eberhard von Bassewitz (1862-1914), celle du comte Gerd von Bassewitz (1856-1945) et de son épouse, née baronne Viktoria von Beaulieu-Marconnay (1870-1954), ainsi que celle du comte Henning Friedrich von Bassewitz. Certains membres de la famille von Oertzen y sont aussi inhumés.

## Communauté paroissiale

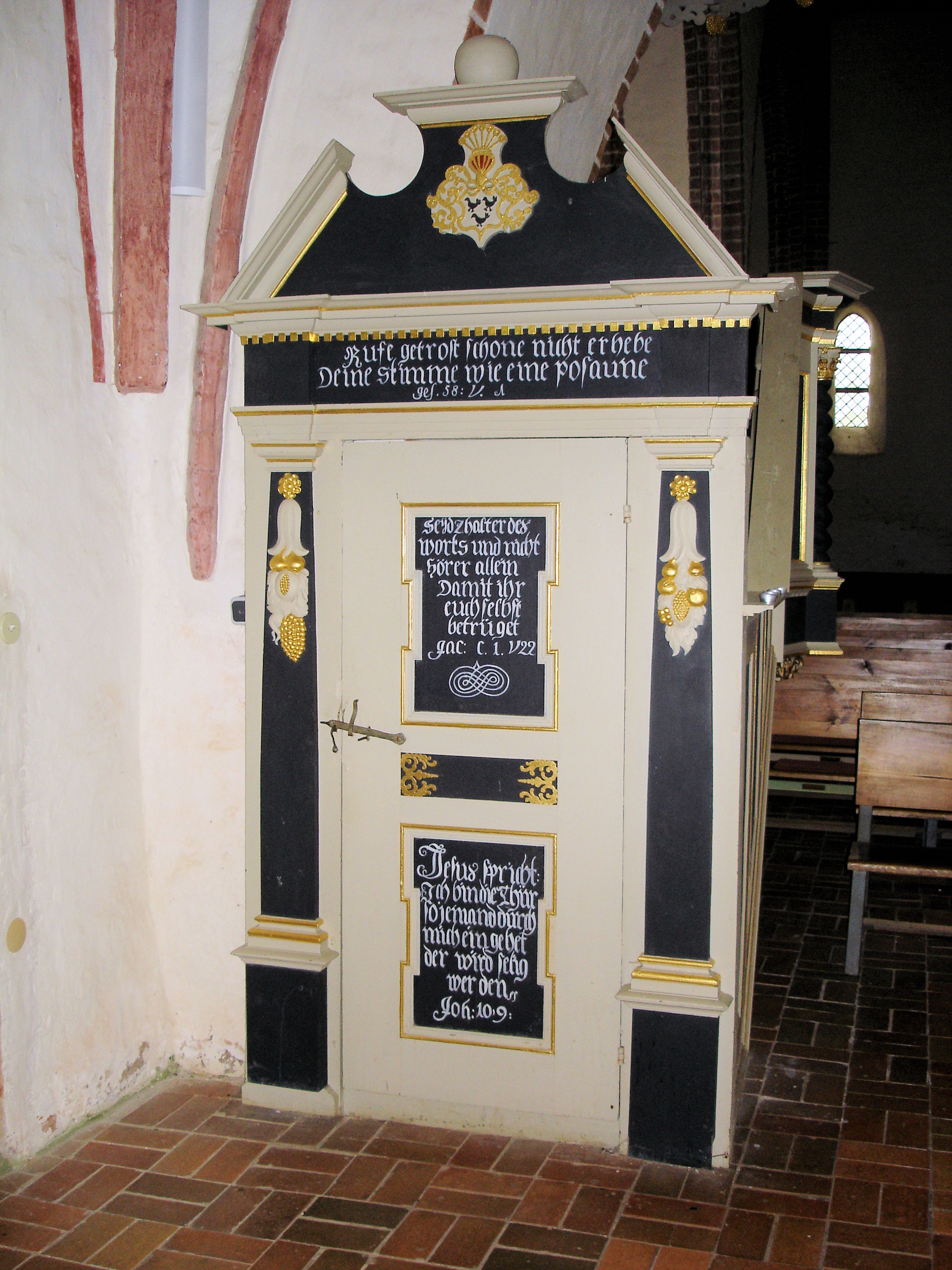
Détail de l'intérieur

L'église appartient à la communauté paroissiale de Basse-Walkendorf du district de Gnoien qui faisait partie de l'Église protestante luthérienne du Mecklembourg, aujourd'hui fusionnée au sein de l'Église protestante luthérienne en Allemagne du Nord.

## Source
- (de) Cet article est partiellement ou en totalité issu de l’article de Wikipédia en allemand intitulé « Dorfkirche Basse » (voir la liste des auteurs).